# Vénusz lefegyverzi Marsot (festmény)
A Vénusz lefegyverzi Marsot Jacques-Louis David festménye, melyet 1824-ben fejezett be. A monumentális, 3 méternél magasabb (308x265) mű a Királyi Szépművészeti Múzeum (Brüsszel) fő csarnokában, a bejárathoz közel, kiemelt helyen látható.

## A mű keletkezése
A politikai okok miatt eleinte kényszerű, majd a mű keletkezése idején már önkéntes száműzetésben Brüsszelben élő és alkotó festő 73 éves korában látott hozzá ennek a művének megalkotásához. Elkészülte után egy évvel baleset következtében meghalt, így ez lett utolsó alkotása. Még életében bemutatta egy párizsi kiállításon.

## A mű
A festő témáját szinte szürrealista környezetbe helyezte. A felhők között lebegő templomban Vénusz hűséges kísérői, a három grácia és Cupido segítségével fegyverzi le Marsot. A háború istene kedvtelve adja meg magát a bájos istennőnek.
A mű még ma is meglepi nézőit és a szakértőket az antikvitás, az idealizmus és a realizmus elemeinek egyesítésével. Az idős művész hatalmas energiájú, életörömet sugárzó, provokatív és ironikus képet festett száműzetésében, és elküldte szülővárosa rangos kiállítására annak tudatában, hogy ott már az akkor divatossá váló romanticizmus áramlata kerekedett felül.